# جون وليام دن
جون ويليام دن (John William Dunne) (2 ديسمبر 1875 - 24 أغسطس 1949) كان جنديًا بريطانيًا ومهندس طيران وفيلسوفًا. عندما كان شابًا قاتل في حرب البوير الثانية، قبل أن يصبح مصممًا رائدًا للطائرات في السنوات الأولى من القرن العشرين. عمل دن على طائرة مستقرة تلقائيًا، كان العديد منها من تصميم الجناح المائل للخلف، للحصول على أول طائرة مستقرة معتمدة. طور لاحقًا نهجًا جديدًا للصيد بالذبابة الجافة قبل أن يتحول إلى الفلسفة التأملية، حيث حقق بعض الأهمية والتأثير الأدبي من خلال نظريته «التسلسلية» حول طبيعة الوقت والوعي، كما هو موضح في كتابه تجربة مع الوقت (An Experiment with Time).

## سيرة شخصية
ولد جون ويليام دن في 2 ديسمبر 1875 في معسكر كوراغ، وهو مؤسسة تابعة للجيش البريطاني في مقاطعة كيلدير، أيرلندا. كان الابن الأكبر للإيرلندي السير جون هارت دن كي سي بي (1835-1924) وزوجته الإنجليزية جوليا إليزابيث دن (ني تشابمان). على الرغم من أنه ولد في أيرلندا لأب أيرلندي، إلا أنه كان من أم إنجليزية وولد في أيرلندا فقط لأن والده كان مقدمًا في الفوج 99 البريطاني (لاناركشاير)، والذي تصادف وجوده هناك في ذلك الوقت.
قضى معظم طفولته ومسيرته المهنية اللاحقة في إنجلترا. في سن مبكرة تعرض لحادث سيء واحتجز في الفراش لعدة سنوات. خلال هذا الوقت أصبح مهتمًا بالفلسفة. بينما كان لا يزال يبلغ من العمر تسع سنوات فقط سأل ممرضته عن طبيعة الوقت. في سن الثالثة عشر، كان لديه حلم بأن يكون في آلة طيران لا تحتاج إلى توجيه.

### مهنة عسكرية
بعد اندلاع حرب البوير الثانية، تطوع دن للإمبراطورية يومانري بصفته جنديًا عاديًا وقاتل في جنوب إفريقيا تحت قيادة الجنرال روبرتس. في عام 1900 أصيب بوباء حمى التيفود وتم عزله بالمنزل.
تم استعادته وتكليفه بصفته ملازمًا ثانيًا في فوج ويلتشير في 28 أغسطس 1901، وعاد إلى جنوب إفريقيا ليقوم بجولة ثانية في مارس 1902. مرض مرة أخرى وتم تشخيص إصابته بمرض في القلب، مما تسبب في عودته إلى المنزل مرة أخرى في العام التالي. قضى الكثير من وقته المتبقي في الجيش في أعمال الطيران أثناء إجازتة المرضية.

### علم الطيران

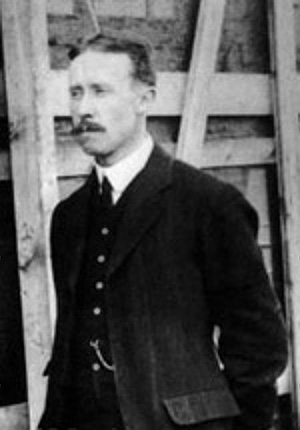
كرائد مدني

أثناء وجوده في إجازة مرضية للجيش في عام 1901، بدأ دن دراسة منهجية للطيران. استلهم نموذج محاولته الأولى من رواية جول فيرن لكنه فشل في الطيران. مثل العديد من الرواد الآخرين، راقب الطيور عن كثب أثناء الطيران. ومع ذلك، على عكس معظم الناس، كان مقتنعا بأن الطائرة الآمنة يجب أن تتمتع بالاستقرار الديناميكي الهوائي المتأصل. شجعه من بين آخرين هربرت جورج ويلز، الذي أصبح صديقًا له في عام 1902، صنع عددًا كبيرًا من نماذج الاختبار الصغيرة التي ستؤدي في النهاية إلى تطوير تكوين مستقر للجناح المائل للخلف.
عند عودته إلى إنجلترا للمرة الثانية، استأنف دراسته للطيران وبحلول عام 1906 كان قد طور تكوين «رأس السهم» (arrowhead) ذي الأجنحة المكتسحة والذي كان مستقرًا بطبيعته وسيصبح علامته التجارية.
بناءً على طلب العقيد جون كابر، قائد الوحدة، في يونيو 1906 تم تعيينه في مصنع بالون الجيش الجديد في جنوب فارنبورو. أراد دن بناء طائرة أحادية السطح، لكن في ذلك الوقت طالب الجيش بطائرات ذات سطحين وأمره كابر بذلك.
تم بناء طائرة شراعية مأهولة، D.1، مع توفير المحركات والمراوح المناسبة، في سرية تامة، وفي يوليو 1907، تم نقلها إلى بلير أثول في المرتفعات الاسكتلندية لاختبار الطيران. في رحلة واحدة ناجحة، طار كابر لمدة طويلة بما يكفي لإثبات ثباته قبل أن يصطدم بجدار. تم إصلاحها وتزويدها بهيكلها الذي يعمل بالطاقة، ولكنها تعرضت للتلف في أول محاولة طيران لها فقط عندما انحرفت عربة الإقلاع عن مسارها.
في شتاء 1907-1908 صمم دن الطائرة الثلاثية دن-هنتنغتون وطائرة شراعية أصغر، D.2، لاختبار التصميم. لم يتم بناء الطائرة الشراعية ولكن سيتم في نهاية المطاف بناء المركبة ذات الحجم الكامل بواسطة AK هنتنغتون وطيرانها بنجاح من عام 1910.
شهد موسم 1908 في بلير أثول ظهور آليتين جديدتين من فارنبورو، طائرة شراعية D.3 وطائرة D.4 التي تعمل بالطاقة. حلقت الطائرة الشراعية جيدًا على يد الملازم لاونسيلوت جيبس، في حين أن D.4 حقق نجاحًا محدودًا بسبب ضعف القوة.
عاد دن إلى مصنع البالون في خضم تحقيق حكومي في الطيران العسكري. نتيجة للنتائج التي توصل إليها، أوقف مكتب الحرب جميع الأعمال على الطائرات التي تعمل بالطاقة وفي ربيع عام 1909 غادر دن مصنع بالون. حتى ذلك الوقت، كان أيضًا مسؤولًا في جمعية الطيران.

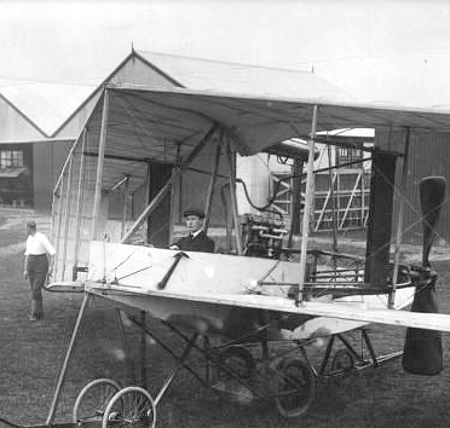
دن في د 5.

من خلال الاستثمار المالي لأصدقائه، قام دن بتشكيل نقابة بلير أثول للطائرات لمواصلة تجاربه وشغل مساحة حظيرة الطائرات في أرض الطيران الجديدة التابعة لنادي إيرو في إيست تشيرش بجزيرة شيبي. كان لدى شركة شورت براذرز منشأة تصنيع هناك وتم التعاقد معها لبناء (D.5)، وهي طائرة ذات سطحين متشابهة إلى حد كبير حيث قام دن بتثبيت محرك «غرين» أكثر طاقة وبقوة 35حصان. بعد سلسلة من الرحلات الناجحة المتزايدة، في 20 ديسمبر 1910، أظهر دن الاستقرار المتأصل في (D.5) لجمهور مذهول شمل اثنين من المراقبين الرسميين، أورفيل رايت وغريفيث بروير. كان قادرًا على رفع كلتا يديه عن أدوات التحكم وتدوين الملاحظات على قطعة من الورق.
كان تصميم دن التالي، الخالي من تأثير الجيش، هو طائرة أحادية السطح، (D.6). طار هذا ومشتقاته، (D.7) و (D.7) مكرر، طوال 1911-1913. تم نقل نماذج بريطانية الصنع في كل من Sheppey وفي لاركهيل في سالزبوري بلين، كما تم بناء واحدة من قبل شركة أسترا في فرنسا.
بالتوازي مع عمل الطائرة أحادية السطح، تم تطوير طائرة دن D.8 ذات السطحين من (D.5). في عام 1913، تم شراء مثال من قبل نيوبورت (الذي تولى إدارة شركة أسترا للطائرات) وسافر عبر القنال إلى فرنسا. في العام التالي، قام فارنبورو المعاد تنظيمه بتقييم النوع. تم ترخيص الإنتاج لكل من Nieuport في فرنسا وبورجيس في أمريكا، ولكن تم تصنيع بورجيس-دن فقط بأي كمية.
من عام 1913، أجبره اعتلال صحتة المستمر على التقاعد من الطيران النشط. تم إنشاء تصميم الطائرات السائد الآن على طول مسار مختلف تمامًا، وعلى الرغم من إثبات مبدأ الاستقرار المتأصل واكتساب القبول ببطء، إلا أن تصميمات دن أصبحت الآن قديمة. تم تصفية نقابة بلير أثول في النهاية وانتقل دن إلى أعمال أخرى.

### السنوات اللاحقة
نشر دن كتابه الأول، عن الصيد الجاف بالذبابة، في عام 1924، بطريقة جديدة لصنع ذباب اصطناعي واقعي.
في غضون ذلك، كان يدرس الأحلام التنبؤية التي كان يعتقد أنه هو والآخرون قد مروا بها. بحلول عام 1927، كان قد طور نظرية الزمن المتسلسل التي اشتهر بسببها ونشر سردًا لها، جنبًا إلى جنب مع أبحاث أحلامه، في كتابه التالي تجربة مع الزمن. في عام 1932، حاولت جمعية البحث النفسي (SPR) تكرار نتائجه التجريبية على الإدراك المسبق للأحلام، لكن المحقق ثيودور بيسترمان فشل وسط بعض الجدل. حتى أن محرر مجلة SPR استهل تقريره بإخلاء مسؤولية يبعد الجمعية عن النتائج التي توصل إليها، وقدم دن نسخته الخاصة بعد ذلك بعامين في طبعة جديدة من كتابه.
عندما عرض الكاتب المسرحي جي بي بريستلي عرضه الأول في مسرحية «تايم أند ذا كونوايز» عام 1937، ألقى دن محاضرة على فريق التمثيل حول نظريته. في وقت لاحق قدم بث تلفزيوني. واصل دن العمل على التسلسل طوال بقية حياته وكتب العديد من الكتب، بالإضافة إلى تحديثات متكررة لـ «تجربة مع الوقت».
في 3 يوليو 1928، عن عمر يناهز 52 عامًا، تزوج هون. Cicely Twisleton-Wykeham-Fiennes، ابنة جيفري سيسيل Twisleton-Wykeham-Fiennes، 18th Baron Saye and Sele، وعاشوا لفترة طويلة بعد ذلك في المقعد العائلي بقلعة بروتون. كان لديهم طفلان وكتب لهم بعض قصص ما قبل النوم في كتابين آخرين، The Jumping Lions of Borneo و St.

### الموت
توفي دن في بانبري، إنجلترا في 24 أغسطس 1949، عن عمر يناهز 73 عامًا 

## الطائرات

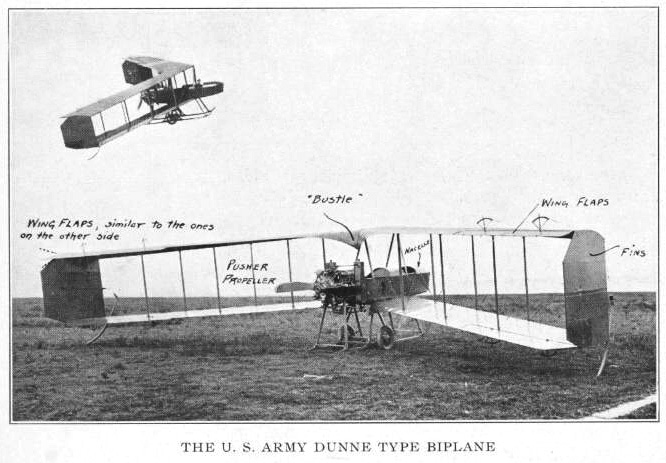
طائرة من طراز بورجيس-دن في الجيش الأمريكي، ج. 1917

ابتكر دن بعضًا من أولى الطائرات العملية والمستقرة. كانت الغالبية غير عادية في كونها ذات تكوين مائل. تم تحقيق الاستقرار من خلال التدحرج التدريجي للحافة الأمامية من الجذر إلى الحافة، وهي ميزة تُعرف باسم الانجراف. سمح التوازن الدقيق لخصائصه باستخدام اثنين فقط من أدوات التحكم في الرحلة. كان عيب ذلك أنه بدون الدفة، لم يكن من الممكن هبوط الرياح المستعرضة وكان لا بد من جعل هذا النهج في مهب الريح.
الطائرات التي صممها دن تشمل:
- دن د 1، 1907. طائرة ذات سطحين، تم نقلها أولاً كطائرة شراعية، ثم تضررت النسخة التي تعمل بالطاقة في أول محاولة إقلاع لها.
- دن د.2. طائرة شراعية صغيرة مقترحة للاختبار من نوع دن-هنتنغتون، غير مبنية.
- طائرة دون هنتنغتون ثلاثية، صممت من 1907 إلى 1908، وحلقت عام 1910. جناح ترادفي ثلاثي بجناح مركزي مرتفع وجناح أمامي أصغر، مما دفع البعض إلى الإشارة إليه على أنه طائرة ذات سطحين.[15][16][17] صممه البروفيسور إيه كيه هنتنغتون وفقًا لتصميم دن، وهو النوع الوحيد الذي لم يكن من التكوين المائل للخلف.
- دن د 3، 1908. طائرة شراعية ذات سطحين، حلقت جيدًا.
- دن د 4، 1908. طائرة ذات سطحين تعمل بالطاقة، وتحقق قفزات قصيرة.
- دن دي 5، 1910. تعمل بالطاقة. أول طائرة من طراز دن تطير، أول طائرة بدون ذيل تطير ومستقرة أثناء الطيران. بعد وقوع حادث أعيد بناؤها في شكل معدل مثل D.8.[18]
- دن د 6، 1911. طائرة أحادية السطح، لم تطير أبدًا.
- دن د.7، 1911. طائرة أحادية السطح، حلقت جيدًا. كان D.7-bis نسخة تعمل بقوة جنوم من D.7.
- دن دي 8، 1912. ذات السطحين، عدة بنيت. كان D.8-bis إصدارًا يعمل بقوة جنوم من D.8؛ طار مثال من إيستشيرش إلى باريس في عام 1913. تم بناء الترخيص من قبل الشركة الفرنسية نيوبورت وشركة بورجيس الأمريكية (انظر أدناه).
- دن دي 9، 1913. مشروع ذو سطحين أو طائرة ذات سطحين متفاوت المسافات، لم يكتمل أبدًا.[16][15]
- دن 10، 1913. إصدار أقصر من D.8. ثبت الفشل.
- بورجيس-دن D.8 والمتغيرات المشتقة المصنعة بموجب ترخيص في الولايات المتحدة من عام 1913 إلى عام 1916؛ الإصدارات البرية والطائرات المائية؛ حلقت بأسلحة جوية عسكرية أمريكية وكندية.

## الصيد بالذباب الجاف
كان دن صيادًا متحمسًا للذباب الجاف. في ذلك الوقت كانت نظريات هالفورد عصرية وكان ذبابه مألوفًا، لكن دن لاحظ أنها لا تتطابق مع الذباب الحقيقي الذي رآه أثناء الصيد. كان من أوائل الكتاب الذين تحدوا مدرسة هالفورد، حيث طور نظريات جديدة وعددًا من الذباب الجاف بناءً على شفافية الذبابة عند رؤيتها من الأسفل في ضوء الشمس المباشر. في ذباب دن، تم طلاء الخطافات باللون الأبيض لتعكس الضوء، ومربوطة بألياف ملونة بطريقة منهجية ومزيتة لجعل الألياف أكثر شفافية.
نشر نظرياته وضمادات الذباب في كتاب (Sunshine and the Dry Fly) في عام 1924. الجزء الأول من الكتاب هو في المقام الأول أطروحة حول رؤية سمك السلمون واستجابته لأنواع مختلفة من الفريسة أو الإغراء. الجزء الثاني يشتمل على تعليمات لربط التحليق الذي صممه.
أثبت عمله أنه ثوري، «يصل إلى حد الهرطقة». الكتاب الذين أيدوا دن هم روبرت هارتمان وآرثر رانسوم. كان الذباب المتوافق مع نمطه لا يزال متاحًا من هاردي براذرز حتى وقت متأخر من عام 1966.

## الأحلام والتسلسل
اعتقد دن أنه عاش أحلامًا استباقية. أول ما سجله حدث في عام 1898، حيث كان يحلم بالوقت الذي كان يقضيه في ساعته قبل الاستيقاظ والتحقق من ذلك. أدت العديد من هذه التجارب، بعضها مثير للغاية، إلى إجراء تحقيق علمي في هذه الظاهرة. استنادًا إلى سنوات من التجارب مع مثل هذه الأحلام التنبؤية وحالات التنويم المغناطيسي، سواء على نفسه أو على الآخرين، ادعى أنه في مثل هذه الحالات، لم يكن العقل مقيدًا بالحاضر وكان قادرًا على إدراك الأحداث في الماضي والمستقبل بطريقة متساوية. استخدم هذا لدعم نظريته الجديدة عن الوقت والوعي. يروي معلمه «تجربة مع الزمن» (An Experiment with Time) (1927) القصة ويتضمن أيضًا روايته لنظرية الزمن المتسلسل.
اقترح دن أن تجربتنا للوقت باعتباره خطيًا هي وهم ناتج عن الوعي البشري. لقد جادل بأن الماضي والحاضر والمستقبل كانت مستمرة في واقع ذي أبعاد أعلى ونحن نختبرها فقط بالتتابع بسبب إدراكنا العقلي لها. وذهب أبعد من ذلك، مقترحًا ارتدادًا لانهائيًا لأبعاد زمنية أعلى يسكنها الراصد الواعي، والذي أطلق عليه «الزمن التسلسلي».
في الكون المسلسل (1934)، الخلود الجديد (1938)، لا شيء يموت (1940) والتدخلات؟ (1955)، توسع في مفهوم «التسلسل»، ودرس علاقتها بالفيزياء الحالية في النسبية وميكانيكا الكم، وعلم النفس وعلم التخاطر واللاهوت المسيحي.
قدمت نظرية دن تفسيرًا علميًا لأفكار الوعي التي تم استكشافها على نطاق واسع في ذلك الوقت. أصبحت معروفة جيدًا وتمت مناقشتها من قبل فلاسفة مثل JA Gunn وتشارلي دانبار برود و MF Cleugh وعالم التخاطر GNM Tyrrell. بينما قبل البعض ملاحظات حلمه والتوجه العام لحججه، رفضت الأغلبية ارتداده اللانهائي باعتباره معيبًا منطقيًا.
تم استكشاف الأفكار الكامنة وراء المسلسل، ولا تزال، من قبل العديد من الشخصيات الأدبية في أعمال الخيال والنقد، وعلى الأخص في مسرحيات جيه بي بريستلي.

## الأعمال المنشورة
- أشعة الشمس والذبابة الجافة (1924)
- تجربة مع الزمن (1927)
- الكون المسلسل (1934)
- عصبة شمال غرب أوروبا (1936)
- أسود بورنيو القفز (1937)
- الخلود الجديد (1938)
- تجربة مع القديس جورج (1938)، نُشرت في الولايات المتحدة تحت عنوان St George and the Witches
- لا شيء يموت (1940)
- تدخلات؟ (1955)

## روابط خارجية
- ET Wooldridge "History of the Flying Wing"، Early Flying Wing (1870 - 1920)، Century of Flight. (تم استرجاعه في 23 أغسطس 2017).
- «تجارب بلير أثول»، رحلة طيران، 3 سبتمبر 1910، الصفحات 709-710.

قالب:Dunne aircraft